# Jim Craig (Fußballspieler)
James Philip „Jim“ Craig (* 30. April 1943 in Glasgow) ist ein ehemaliger schottischer Fußballspieler und einer der Lisbon Lions.
Als einer der am meisten unterschätzten Verteidiger seiner Zeit unterschrieb Craig im Januar 1965 einen Vertrag bei Celtic, nachdem er nur zwei Jahre zuvor noch als Amateur für Universität Glasgow gespielt hatte.
Sehr zur Bestürzung der Celtic-Fans verdrängte er Willie O’Neill und Ian Young von der Position des rechten Außenverteidigers. In den Augen von Jock Stein war Craig ein Naturtalent, das trotz der Defensivaufgaben seine Kollegen im Angriff unterstützen konnte. Craig und Tommy Gemmell standen bei Stein für eine neue Spielweise, die des offensiven Außenverteidigers.
In den 1960er Jahren war es nicht weit verbreitet, schon während der Karriere im bezahlten Fußball über das Leben nach diesem nachzudenken. Jim Craig war in dieser Beziehung anders, er konnte mit der Unterstützung von Celtic während seiner Fußballkarriere Zahnmedizin studieren und so nach dem Ende seiner Laufbahn als Zahnarzt arbeiten.
Während seiner Zeit im Celtic Park konnte Jim Craig 17 Titel ansammeln, unter anderem den Gewinn des Europapokals der Landesmeister 1967. In 231 Spielen für Celtic erzielte Craig sechs Tore. Er war ein Mal Mitglied der schottischen Nationalelf.

## Titel
- Schottischer Meister (7): 1966, 1967, 1968, 1969, 1970, 1971, 1972
- Schottischer FA Cup (4): 1967, 1969, 1971, 1972
- Schottischer Ligapokal (5): 1966, 1967, 1968, 1969, 1970
- Europapokal der Landesmeister: 1967